# Décès en 1391
Décès
- 1387
- 1388
- 1389
- 1390
- 1391
- 1392
- 1393
- 1394
- 1395

Amédée VII de Savoie, mort en 1391.

Cette page dresse une liste de personnalités mortes au cours de l'année 1391 :
- 13 janvier : Gutiero Gomez de Luna, dit le cardinal d'Espagne.
- 16 janvier : Mohammed V al-Ghani, ou Abû `Abd Allâh “al-Ghanî bi-llâh” Mohammed ben Yûsuf, huitième émir nasride de Grenade.
- 16 février : Jean V Paléologue, empereur byzantin.
- vers le 10 mars : Stefan Tvrtko Ier de Bosnie, ou Tvrtko Kotromanić, roi de Bosnie, ban de Bosnie).
- 17 mars[1] : Juliana de Tver, seconde épouse de Olgierd, Grand-Duc de Lituanie.
- 16 mai : Jacques de Menthonay, Cardinal-prêtre de Ss. Marcelino e Pietro.
- juin : Bernardon de la Salle, chef routier, fut seigneur de Figeac, de Mornas, de Caderousse, d'Oppède, de Malaucène, de la Tour-de-Canillac et de Mas-Blanc (à Saint-Rémy-de-Provence) ainsi que de Soriano nel Cimino en Italie.
- juillet : Aymerigot Marchès, ou Mérigot Marchès, célèbre mercenaire devenu routier.
- 25 juillet: Jean III d'Armagnac, comte d'Armagnac, de Fézensac et de Rodez, vicomte de Carlat.
- 1er août : Gaston III de Foix-Béarn, dit Gaston Fébus, comte de Foix, vicomte de Béarn, viguier d'Andorre
- 19 août : Jeanne de Brigue, femme française brûlée vive à Paris pour sorcellerie.
- 13 septembre : Jean de Montrelais, évêque de Vannes, puis de Nantes.
- 25 septembre : Siemovit de Cieszyn, prince polonais membre de la dynastie des Piast.
- 1er octobre :  Guillaume Ier de Namur,  dit le Riche, marquis de Namur.
- 2 octobre : Faydit d'Aigrefeuille, dit le cardinal d'Avignon, notaire à la chancellerie d’Avignon comme collecteur d’impôts, cardinal de Saint-Sylvestre et Saint-Martin-des-Monts.
- 1er novembre : Amédée VII de Savoie, comte de Savoie, duc de Chablais et d'Aoste, marquis en Italie.
- 14 novembre : Nicolas Tavelic,  franciscain  missionnaire,  martyr à Jérusalem.

- Israël Al-Naqawa, rabbin et moraliste séfarade ayant vécu dans la péninsule Ibérique.
- Rodolphe VII de Bade, margrave de Bade.
- Robert VI de Beu, 6e vicomte de Beu.
- Louis III de Blois-Châtillon, comte de Dunois.
- Laurent de Faye, évêque de Saint-Brieuc puis d'Avranches.
- Jean IV de Mauquenchy, ou  Mouton de Blainville, sire de Blainville, maréchal de France.
- Ramon Destorrents, peintre catalan de style italo-gothique.
- Pierre Masuyer, évêque d'Arras.
- Philippe Ribot, carme catalan.
- Agnès Visconti, noble italienne, dame de Mantoue. Elle est décapitée pour cause d'adultère.
- Valdemar III d'Anhalt-Zerbst, prince allemand de la maison d'Ascanie, corégent de la principauté de Anhalt-Zerbst.

date incertaine (vers 1391)
- Guillaume Chamaillard, noble français.

en mars ou en novembre
- Manfredi III Chiaromonte, comte de Modica, comte de Mistretta et deux fois comte de Malte, grand amiral du royaume de Sicile et vicaire de Sicile après la mort du roi Frédéric III.

## Crédit d'auteurs
- Cet article est partiellement ou en totalité issu de l'article intitulé « 1391 » (voir la liste des auteurs).